# Payam Air
Payam Air est une compagnie aérienne basée à Téhéran, Iran. Il assure des services cargo pour la poste iranienne, les télécoms et les services commerciaux. 

## Codes
- IATA Code : 2F
- OACI Code : IRP
- Indicatif d'appel : PAYAMAIR

## Histoire
Peyam est né en 1996 et il est possédé par la le Démon des télécommunications de l'Iran (50 %) et la compagnie des postes de la République islamique d'Iran (50 %).

## Flotte

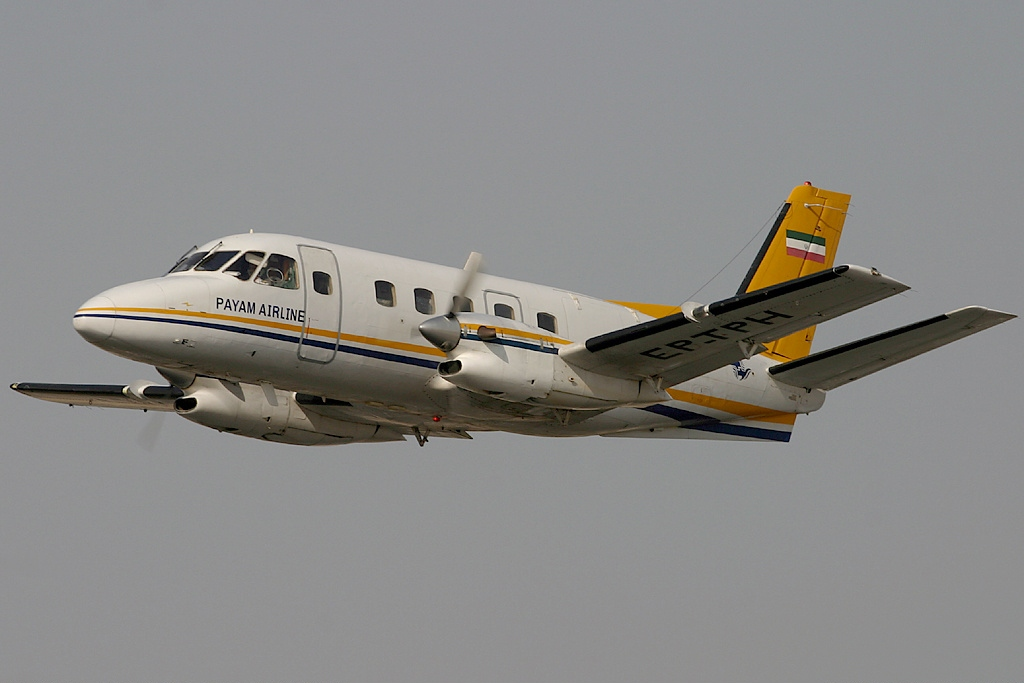
Embraer de Payam Air

La flotte de Payam Air comporte les avions suivants (en janvier 2005):
- 5 Embraer EMB-110P1 Bandeirante
- 2 Iliouchine Il-76TD